# Concerto pour piano no 1 de Brahms
Pour les articles homonymes, voir Concerto pour piano (homonymie) et Concerto pour piano no 1.
Le concerto pour piano no 1 en ré mineur, op. 15, de Johannes Brahms est l'un des deux concertos pour piano du compositeur allemand. Il est constitué de trois mouvements qui requièrent une cinquantaine de minutes d'exécution, ce qui en fait l'un des concertos les plus longs jamais écrits.
Après une longue gestation, cette œuvre de jeunesse de Brahms fut jouée le 22 janvier 1859 à Hanovre par le compositeur au piano. Ce fut un succès mitigé, les critiques saluant plus les qualités pianistiques de Brahms que sa musique, jugée « incompréhensible ». Rejoué cinq jours plus tard à Leipzig, le concerto fut alors copieusement sifflé. Il fallut vingt ans à Brahms pour qu'il se remette à composer un nouveau concerto pour le piano, celui connu de nos jours sous le no 2.

## Histoire de l'œuvre
Brahms a 20 ans lorsqu'il fait en septembre 1853 la connaissance de Robert Schumann qui s'intéresse au jeune compositeur et devient son mentor. Il l'engage à se tourner vers des compositions symphoniques. C'est après la tentative de suicide de son nouvel ami que Brahms entreprend pendant l'été 1854 les esquisses de l'œuvre. Peu familiarisé avec l'orchestre, Brahms note d'abord la partition pour deux pianos. Il est encouragé par ses amis le violoniste Joseph Joachim et le maître de chœur Julius Grimm qui lui donne quelques conseils d'orchestration. Mais au moment d'instrumenter, la nécessité de la présence du piano s'impose et Brahms transforme son projet de symphonie en concerto. Le mouvement de marche funèbre est abandonné et sera réutilisé dans le Requiem allemand. Le troisième mouvement, un rondo, ne trouve sa forme définitive qu'en 1858.
La première audition privée de l'œuvre a lieu à Hanovre le 30 mars 1858. La première exécution publique est donnée dans la même ville le 22 janvier 1859 avec le compositeur au clavier et Joachim au pupitre du chef. La réaction du public est réservée. Le 27 janvier la seconde audition, au Gewandhaus de Leipzig, est copieusement sifflée, « un éclatant et incontestable fiasco » selon les termes mêmes de l'auteur.
En fait le public et la plupart des critiques furent déconcertés par le traitement du piano qui n'assume pas la partie concertante au sens classique du terme et se retrouve le plus souvent en fusion avec l'orchestre. Certains considèrent l'œuvre comme une symphonie avec piano obligé.
Quelques années plus tard, Clara Schumann reprit l'œuvre devant le même public de Leipzig, avec succès cette fois. Brahms fit une transcription de son concerto pour piano à quatre mains.

## Orchestration
| Instrumentation du premier concerto pour piano de Brahms             |
| Cordes                                                               |
| premiers violons, seconds violons, altos, violoncelles, contrebasses |
| Bois                                                                 |
| 2 flûtes, 2 hautbois, 2 clarinettes en si♭, 2 bassons,               |
| Cuivres                                                              |
| 4 cors en ré et en si♭, 2 trompettes en ré                           |
| Percussions                                                          |
| timbales                                                             |
| Soliste                                                              |
| piano                                                                |

## Analyse de l'œuvre

### Maestoso - Poco piu moderato
Le premier mouvement en ré mineur à 6/4 est l'un des plus longs du répertoire du concerto. Il occupe la moitié de l'œuvre. Brahms y adopte la structure classique de forme sonate avec les parties d'exposition, développement, réexposition et coda bien marquées.
La longue introduction orchestrale de quatre-vingt-dix mesures commence forte par un roulement de timbales sur une pédale de contrebasses, clarinette et basson et installe un premier thème sombre et majestueux entrecoupé de silences et de nouveaux roulements de timbales. Suit un motif contrastant, plus lyrique, comme résigné, puis d'autres éléments thématiques secondaires. Le premier thème réapparaît au ton initial enrichi de nouvelles idées thématiques. C'est alors, au bout de cinq minutes d'audition que le piano, profitant d'une accalmie entre en demi-teinte. Le piano va rester le plus souvent mêlé à l'orchestre à l'exception de quelques mesures solo introduisant poco più moderato le troisième thème, à l'allure de choral et repris par les cors. Le développement, lancé par des octaves du piano se libère de la vigueur de l'exposition et adopte un ton plus poétique au profit de la tonalité de ré majeur. La réexposition, assez condensée, ramène le ton initial et s'élargit sur une vaste coda ramenant tous les éléments du premier thème.

### Adagio
Brahms a inscrit sur la partition autographe la mention « Benedictus qui venit in nomine Domini » qui se veut soit un hommage posthume à Robert Schumann, soit un portrait de Clara.
Le thème exposé aux cordes en sourdine, puis aux cors et enfin au soliste est d'une grande intériorité dans un climat quelque peu douloureux. La partie centrale amène un motif plus rythmé aux bois avant le retour au calme. La coda est introduite par un triple trille au piano selon un procédé cher à Beethoven.

### Rondo (Allegro ma non troppo - Piu animato - Tempo I)
Le final est un rondo dansant donnant à l'œuvre une touche populaire. Le thème est exposé au piano, puis à l'orchestre. Les couplets sont traités selon le principe de la variation dans laquelle Brahms excelle. Le second couplet évolue vers un fugato orchestral un peu conformiste. Mais l'ensemble des couplets présente une richesse d'écriture dans la diversité des sentiments évoqués. Le rythme de danse s'impose dans la conclusion brillante du mouvement.

## Discographie sélective
Pour ce concerto, il n'est pas possible de se contenter d'un chef d'orchestre simple accompagnateur. Il doit être du même niveau que le soliste. Si Claudio Arrau se détache dans cette œuvre comme l'interprète idéal, c'est Georges Szell en tant que chef d'orchestre qui domine la partition.
- Claudio Arrau, Orchestre Philharmonia, Carlo Maria Giulini (1960) (EMI)
- Claudio Arrau, Orchestre royal du Concertgebouw, Bernard Haitink (1969) (Philips)
- Clifford Curzon, Orchestre symphonique de Londres, George Szell (Decca)
- Glenn Gould et Leonard Bernstein
- Hélène Grimaud, Staatskapelle de Berlin, Kurt Sanderling (1997) (Erato)
- Emil Gilels, Orchestre philharmonique de Berlin, Eugen Jochum (Deutsche Grammophon)
- Maurizio Pollini et Claudio Abbado
- Arthur Rubinstein, Bernard Haitink et Orchestre royal du Concertgebouw (1973)
- Rudolf Serkin, Orchestre de Cleveland, George Szell (Sony)
- Erik Then-Bergh et Karel Ančerl
- Krystian Zimerman et Leonard Bernstein
- Stephen Kovacevic,  Orchestre philharmonique de Londres, Wolfgang Sawallisch (1992) (EMI)
- Leon Fleisher, Orchestre de Cleveland, George Szell (1958) (CBS/indispensables de Diapason)